# Mac OS X Lion
Mac OS X Lion（マック オーエス テン ライオン）は、Appleが開発したMac OS Xの8番目のバージョンである。
バージョンナンバーは10.7。
Mac OS X Snow Leopardの後継バージョンとして、2011年7月20日に発売された。
OS本体の最終セキュリティアップデートは、2014年9月17日にリリースされた セキュリティアップデート 2014-004、2014年9月29日にリリースされたOS X bash Update 1.0である。
正式名称はMac OS X Lionであるが、マーケティング上、名称からMacを外し、OS X Lionと呼称された。

## 概要
2010年10月20日に行われたAppleイベント“Back to the Mac”において開発が発表され、新機能の一部がプレビューされた。2011年2月24日に新MacBook Proの発表と同時にAppleの公式サイトから追加で新機能の説明がされ、開発者向けにデベロッパプレビューがリリースされた。
2011年6月6日（現地時間）に行われたWWDC 2011で、7月から一般ユーザーへの販売を開始することを発表。その後行われた四半期決算の発表会の中で発売日を7月20日とすることを発表した。価格は29.99ドル（2600円）で、サーバ版の『Mac OS X Lion Server』は49.99ドル（4300円）。
本バージョンから、DVD-ROMによる販売を廃止し、Mac App Storeでのダウンロード販売とUSBメモリ（6100円）でのみ提供された。ダウンロード版のインストールは、基本Mac OS X v10.6.6からアップグレードという形で行われる。Mac OS X v10.4とMac OS X v10.5からのアップグレードは、先に前バージョン (v10.6.6) へのアップデートが必要となる。
ただしダウンロードしたインストールデータは光ディスクなどに複製することが可能であり、それらを用いてクリーンインストールができる。よってダウンロードにはMac OS X v10.6環境が必須だが、インストール先のMacにMac OS X v10.6がインストールされている必要はない。
2011年7月22日、初日のダウンロード件数が100万件を突破したことが発表された。
Mac OS X Lionは250以上の新機能が加わるほか、インタフェースの変更もv10.5以来の大幅なものとなる。
2011年10月12日、iCloudのサービス開始に合わせて、バグの修正、安定性の向上、iCloudのサポートを目的としたアップデート（10.7.2）が行われた。

## 対応環境／システム条件
- Intel Core 2 Duoか、それ以降に開発されたCPU（Core i3、Core i5、Core i7、Xeon）を搭載したMac
- 最小2GBのメモリ
- 最小4GBのディスク容量（システムダウンロードのため）
- Mac OS X v10.6.6以降

## 新機能
Exposé、Dashboard、Spacesの各機能は新たな “Mission Control” によって統合された操作環境が提供されるほか、Mac App Storeとの連携強化や、フルスクリーンのウインドウ表示、ランチャーであるLaunchpadなど、iOSに由来する新機能を搭載している。Aquaユーザインタフェースも変更され、ウインドウのスクロールバーがスクロール時のみ表示されるオーバーレイスクロールバーとなり（これもiOSで使われている）、サイズ変更つまみは廃止される。ウインドウの下および左右のどの隅をドラッグしてもウインドウサイズを変更できるようになった。

### 新機能
復元機能
あらかじめ作成されるRecovery HDを用いて緊急時のメンテナンスや復元ができるようになった。Mac Proを除く2010年以降の新機種(一部はファームウェア・アップデートが必須)からはインターネット復元機能により、AppleのサーバからLionの復元機能を直接ダウンロードして起動できるようになっている。
絵文字のサポート
新フォント「Appleカラー絵文字」が追加され、Unicode 6.0の形式で携帯電話の絵文字が表示できるようになった。使用可能になった絵文字は「Unicode6.0の携帯電話の絵文字の一覧」を参照。
フォントの追加
Damascus、PT Sans、Kefaなどが追加される。
ウインドウサイズ変更の簡易化
ウインドウのサイズを上下左右、どこからでも変更できるようになる。
高解像度 (HiDPI) モードのサポート
v10.4で実装された解像度非依存 (Resolution Independent) 機能（デフォルトではオフになっている）を利用し、解像度にあわせてインタフェース部品を鮮明にベクトル拡大表示する。ユニバーサルアクセスの画面拡大機能を使う時もカーソルが滑らかに表示される。
ユーザインタフェースの多言語化
新たにアラビア語、チェコ語、トルコ語、ハンガリー語が搭載された。さらにv10.7.3からはカタロニア語、クロアチア語、ギリシャ語、ヘブライ語、ルーマニア語、スロバキア語、タイ語、ウクライナ語も追加された。

#### インタフェースの変更
Launchpad
iPadのようなスタイルでアプリケーションにアクセスするランチャー機能。iOS 4.0で搭載されるようになったフォルダの機能も利用できる。
フルスクリーンアプリケーション
Macのアプリケーションをフルスクリーン表示する。マウスのホイールかトラックパッドを操作することで別のウインドウに切り替わる。
Mission Control
Exposé・Dashboard・Spacesの各機能に統合されたアクセスを提供する。
コンテキストメニュー
新しいオプションの追加。
トラックパッドサポートの拡張
基本的にトラックパッドの使用を前提としてインタフェースが設計されており、トラックパッドによるマルチタッチジェスチャのサポートが拡大される。
オーバーレイスクロールバー
iOSのスクロールバーと似ているオーバーレイスクロールバーを導入。スクロール時にのみスクロールバーがウインドウに重ね合わせて表示される。
ログイン
ログイン画面とログイン時のアニメーションが新しくなる。
クイックビュー
Spotlightおよびスタックにおいてポップオーバーによるプレビュー機能が追加される。

#### オートセーブ
バージョン
書類の変更を自動的に記録し、任意にある時点の書類に戻すことができる。以前作った書類を上書きしてしまったが、再び前の状態に戻したいときなどに利用する。
再開
予期せぬ再起動やシャットダウンが起きても、ウインドウなどを以前の状態に復元する。

### 付属アプリケーション
Mac App Store
Mac OS X v10.6.6以降において追加されたアプリケーション。Apple IDを持っていれば、iPhoneやiPadのようにアプリの購入と自動アップデートが利用可能になる。
テキストエディット
縦書きに対応。ツールバーから文字サイズやフォントを選択できるようになった。
Mail 5
ユーザインタフェースが大幅に変更された。iPad (iOS 4.2) のメールに似た3カラム表示が標準となった。
iCal
iPadのカレンダーに似たデザインとなった。「年」表示が追加された。新しいリマインダーのメニューも搭載。
AirDrop
ワイヤレスで近くのMacにファイルを送ることができる。
移行アシスタント
新たにWindowsからの移行もサポート。
Safari 5.1
フルスクリーンの対応やReading Listといった機能が追加されている。

## テクノロジー
AVFoundation
新しいオーディオとビデオのフレームワーク。Objective-Cインタフェースを介して、アプリケーション内の視聴覚メディアを再生、検査、作成することが簡単にできる。
Scene Kit
3Dレンダリングをアプリケーションに組み込むことを容易にするフレームワーク。
File Coordination
マルチスレッドのファイルへのアクセスをシステムレベルで最適化する。
SSDへの最適化
Trimコマンドをサポートし、SSDの機能を向上させる。
Thunderboltの正式サポート

### セキュリティ
FileVaultの刷新
XTS-AES 128ビットデータ暗号化により、より秘匿性を向上させた。
SandboxingとPrivilege Separation
実行する必要のある操作のみにアプリケーションの機能やアクセス範囲を制限する。
ASLRのフルサポート
v10.5で限定的に導入されたアドレス空間配置のランダム化 (ASLR) をシステム全体に拡張。
Gatekeeper
コード署名を利用して、アプリケーションの起動を管理・制限する機能。v10.7.3からコマンドラインが、v10.7.5からGUIが導入された。

## 廃止された機能
QuickTime 7
QuickTimeファミリーはQuickTime Xに一本化。QuickTime 7 Playerはオプションで提供されている。
Rosetta
PowerPC用プログラムの実行環境がなくなった。
Java Runtime Environment
プリインストールされなくなったが、Javaアプリケーションの初回起動時に、ソフトウェア・アップデート経由でJREのインストールを促される。
Appleは自社製Javaの提供をJava SE 6までで終了する。Java SE 7以降はオラクルから直接提供される。同時にオラクルとAppleがJavaのオープンソース化の一環として立ち上げているOpenJDKへの参加を表明した。よって、Apple自身のJava開発環境への関与は引き続き行われる。そして移植作業が進められた結果、2012年8月リリースのJava SE 7 Update 6から正式サポートが開始された。対応バージョンはMac OS X v10.7.3以降。
Front Row
OS標準の10フィートUIの提供を終了。Apple Remoteを使用したほかのアプリケーションは利用可能。
iSync
サードパーティーのデバイスとの同期ソフトウェア。v10.6に付属するバージョン3.1が最後のバージョンとなった。
Samba
3.2以降でライセンスがGPLv3に変更されて以降、Mac OS X v10.6.8まで最新版のSambaをバンドル出来ない状態が続いていたが、Apple独自開発のsmbdと入替えられた。
MySQL
プリインストールされなくなったため、自分でインストールする、またはPostgreSQLが利用可能。

## バージョン履歴
- 2011年7月20日 - リリース
- 2011年8月16日 - 10.7.1アップデート[30]
- 2011年10月12日 - 10.7.2アップデート[31]
- 2012年2月1日 - 10.7.3アップデート[32]
- 2012年5月9日 - 10.7.4アップデート[33]
- 2012年9月28日 - 10.7.5アップデート[34]

## その他
このシステムは2021年6月23日に無料配信が開始された。